# 阿久根潤
阿久根 潤（あくね じゅん、1977年6月5日 - ）は、日本の元ラグビーユニオン選手、俳優。現在トップイーストリーグAグループ東京ガスラグビー部の育成プログラムプロジェクトリーダーを務めている。

## プロフィール
- 現役時代のポジションはロック(LO)。
- 日本代表通算キャップ数は2。

## 略歴
1996年、修猷館高校卒業後、慶應義塾大学に進学。4年時に大学選手権で優勝した。
2000年、東京ガスラグビー部に加入。
2008年、現役を引退した。

## 出演
- ノーサイド・ゲーム（TBS） - 阿久根潤 役